# Säkularfeier (Antike)

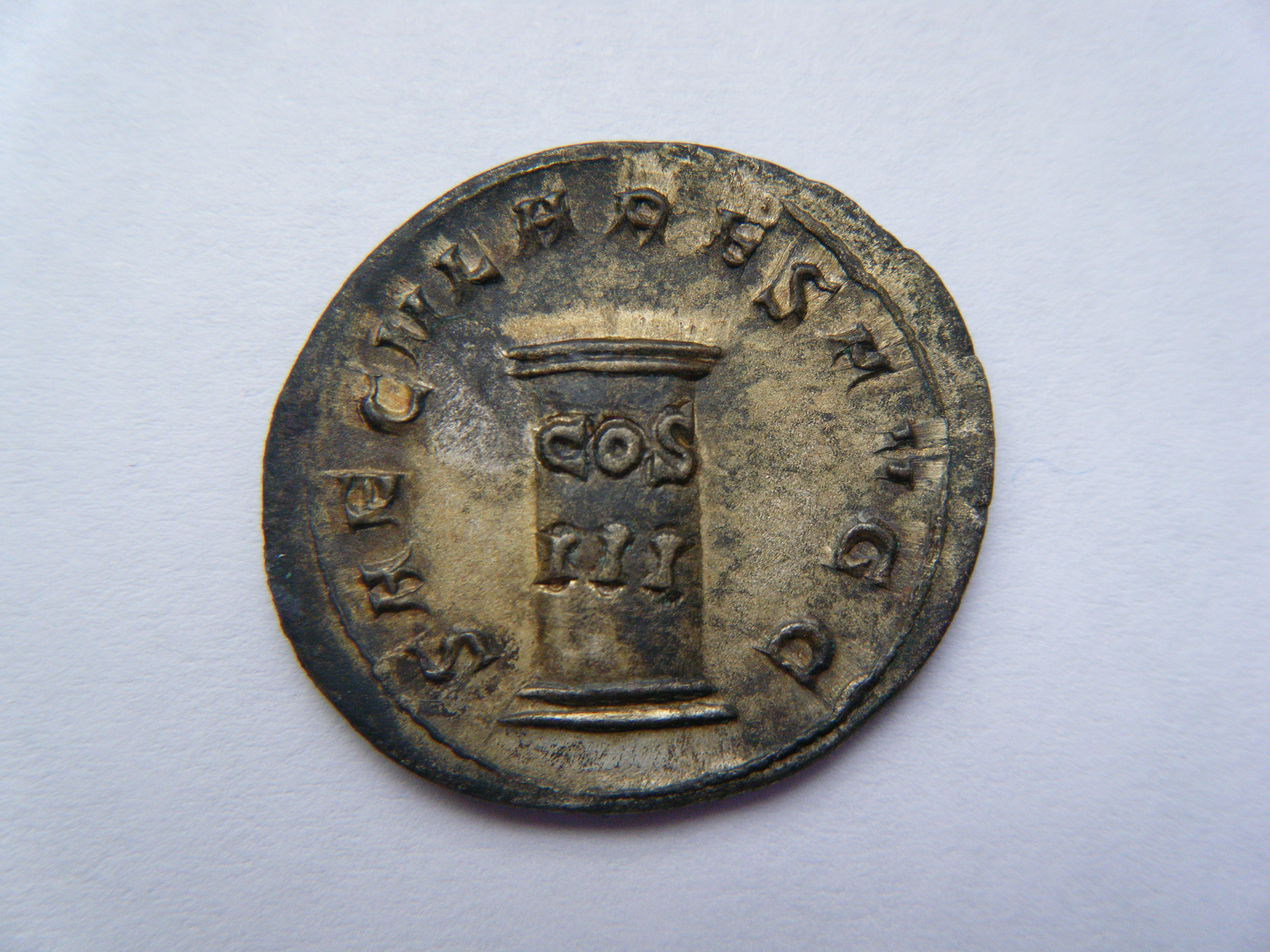
Rückseite einer Münze von Philippus Arabs mit Hinweis auf Säkularfeier SAECVLARES AVGG

Als Säkularfeier (ludi saeculares) bezeichnet man ein Fest, das das Ende eines alten und den Beginn eines neuen Zeitalters kennzeichnet. Im antiken Rom fanden laut späterer Tradition zum Beispiel 236 v. Chr. und 146 v. Chr. Säkularfeiern statt, doch historisch sicher fassbar wird diese Sitte erst seit Kaiser Augustus, der 17 v. Chr. mit ungekanntem Pomp Säkularspiele abhalten ließ. Der Ursprung der Feierlichkeiten ist vermutlich ein Sühnefest, das von den Etruskern übernommen wurde. Der Schwerpunkt lag auf der Befreiung von einer fluchbeladenen Zeit. Gefeiert werden solle immer dann, wenn niemand mehr lebe, der die letzte Feier noch erlebt habe. Dies werde den Menschen durch Zeichen (divinitus) verkündet. Augustus änderte den Charakter des Festes vollkommen (eventuell „erfand“ er die Feier überhaupt erst). Es wurde nun nicht mehr der Vergangenheit gedacht, sondern vielmehr feierte man den Beginn einer neuen, glücklichen Zeit. Horaz dichtete dazu in seinem Carmen saeculare: „Seher Phoebus (Apollon) […] führt […] den römischen Staat und Latium in ein neues Saeculum des Glücks und in immer bessere Zeiten“.
Auch Kaiser Claudius beging eine Säkularfeier mit einer Korrektur der augusteischen Berechnung im Jahr 47 n. Chr. – während Augustus von einem 110-Jahres-Zyklus seit der sagenhaften Stadtgründung 753 v. Chr. ausgegangen war, um eine Gelegenheit zum Feiern zu haben, setzte Claudius ein Saeculum mit 100 Jahren gleich und ließ daher nun die 800-Jahr-Feier Roms begehen. In der Folgezeit blieben beide Zyklen gängig, wurden aber oft nicht genau eingehalten. So ließ Domitian bereits 88 n. Chr. feiern, zwar unter Berufung auf Augustus, aber sechs Jahre zu früh (erst 94 wären 110 Jahre verstrichen gewesen). Große ludi saeculares fanden auch 204 unter Septimius Severus statt, der auf diese Weise zugleich seinen Sieg im Bürgerkrieg über mehrere Rivalen feierte. Besonders spektakulär gerieten natürlich die Feiern zum 1000. Geburtstag der Stadt Rom im Jahr 247 unter Kaiser Philippus Arabs. 313 wurde erstmals auf die Abhaltung möglicher Säkularfeiern (nach augusteischer Berechnung) verzichtet, was vielleicht auf die konstantinische Wende zurückzuführen ist, vielleicht aber auch andere Gründe hatte. Spätere pagane Autoren wie Zosimos machten das Ende der Säkularfeiern rückblickend für den Niedergang des Imperiums verantwortlich.